# Сухая Калигорка
Суха́я Кали́горка (укр. Суха Калигірка) — село в Катеринопольском районе Черкасской области Украины.
Население по переписи 2001 года составляло 579 человек. Почтовый индекс — 20543. Телефонный код — 4742.

## Известные уроженцы
- Галич, Мария (1901—1974) — украинская и советская писательница.
- Карнаушенко Нил Андреевич (род. 1922) — кандидат технических наук, почётный профессор Приазовского государственного технического университета, доцент кафедры обработки металлов давлением.
- Минералов, Юрий Иванович (1948—2012) — литературовед, доктор филологических наук (1987), профессор, критик, заслуженный деятель науки Российской Федерации (2004), член Союза писателей России.

## Местный совет
20543, Черкасская обл., Катеринопольский р-н, c. Сухая Калигорка, ул. Прифермская, 1